# Spilomyia gigantea
Spilomyia gigantea är en tvåvingeart som beskrevs av Tokuichi Shiraki 1968. Spilomyia gigantea ingår i släktet trädblomflugor, och familjen blomflugor. Inga underarter finns listade i Catalogue of Life.